# ميت أبو الكوم
ميت أبو الكوم إحدى قرى مركز تلا التابع لمحافظة المنوفية بجمهورية مصر العربية، ومن أعلامها الرئيس الراحل محمد أنور السادات.

## التاريخ
قرية ميت أبو الكوم من القرى القديمة، حيث وردت باسم «منية إيما الكوم» في أعمال المنوفية ضمن قرى الروك الناصري التي أحصاها ابن الجيعان في كتاب «التحفة السنية بأسماء البلاد المصرية». وفي العصر العثماني وردت باسم «منية إيما الكوم» في التربيع العثماني الذي أجراه الوالي العثماني سليمان باشا الخادم في عصر السلطان العثماني سليمان القانوني ضمن قرى ولاية المنوفية، وفي تاريخ 1228هـ/1813م الذي عدّ قرى مصر بعد المسح الذي قام به محمد علي باشا باسم «ميت أبو الكوم» ضمن قرى مديرية المنوفية.

## السكان
بلغ عدد سكان ميت أبو الكوم 4,621 نسمة، حسب الإحصاء الرسمي لعام 2006.

## أعلام
- محمد أنور السادات